# Mammor och minimodeller
Mammor och minimodeller är ett realityprogram som visades i TV 3 under början av 2012.